# Saint-Jean-de-Folleville
Saint-Jean-de-Folleville är en kommun i departementet Seine-Maritime i regionen Normandie i norra Frankrike. Kommunen ligger i kantonen Lillebonne som tillhör arrondissementet Le Havre. År 2022 hade Saint-Jean-de-Folleville 798 invånare.

## Befolkningsutveckling
Antalet invånare i kommunen Saint-Jean-de-Folleville
| Referens: INSEE |